# 野間惟道
野間 惟道（のま これみち、1937年（昭和12年）11月26日 - 1987年（昭和62年）6月10日）は、日本の実業家。講談社5代目代表取締役社長、元日刊ゲンダイ代表取締役社長。東京府（現・東京都）出身。旧姓は阿南（あなみ）。陸軍大将・阿南惟幾の五男。

## 略歴
東京大学卒、三菱電機勤務を経て、1965年に野間佐和子と結婚し野間家の婿養子に入る。 
1981年より講談社5代目代表取締役社長を務めたが、1987年6月10日、急性硬膜下血腫のため49歳で死去した。この日は、前年の1986年12月9日に講談社で起きた『フライデー襲撃事件』の主犯・ビートたけしに有罪判決が下された日でもあった。

## 家族
- 父：阿南惟幾（陸軍大将）
- 母：阿南綾子
- 長兄：名前不明（早世）
- 次兄：阿南惟敬（防衛大学校教授）
- 三兄：阿南惟晟（陸軍中尉）
- 四兄：阿南惟正（新日本製鐵副社長）
- 弟：阿南惟茂（駐中国大使）
- 妻：野間佐和子（講談社6代目代表取締役社長）
- 長男：野間省伸（講談社7代目代表取締役社長）